# آزبستوز
آزبستوز (به انگلیسی: Asbestosis) عبارت است از التهاب ریه‌ها به علت استنشاق طولانی مدت ذرات آزبست . چون این بیماری اغلب در کارگران صنعتی دیده می‌شود یک بیماری شغلی محسوب می‌شود ( شاید مهم‌ترین بیماری شغلی ) .
علائم بیماری تنگی نفس ( کوتاهی تنفس ) سرفه و افزایش خطر سرطان ریه به خصوص نوع مزوتلیوما هستند . خطر بروز سرطان در مردان سیگاری باز هم افزایش می یابد .

## علایم
تنگی نفس، سرفه‌های بدون خلط و خونی، احساس بی‌حالی و کسالت عمومی در بدن، بی اشتهایی، آبی شدن ناخن‌ها، درد در ناحیه قفسه سینه، نامنظم شدن خواب و نارسایی‌های احتمالی قلب

## تشخیص و درمان
برای تشخیص مهم‌ترین مسئله شرح حال مواجهه با آزبست است. در ABG ما کاهش اکسیژن خون و در اسپیرومتری کاهش ظرفیت کل ریه ( TLC ) به دلیل فیبروز بافت بینابینی ریه را داریم .
بیماری درمان خاصی ندارد و شاید اکسیژن تراپی، فیزیوتراپی ریوی، ترک سیگار و بخور مفید باشند .
برای کارگرانی که در صنایع آزبست کار می‌کنند باید به‌طور منظم رادیوگرافی سینه انجام شود تا هرگونه سایه غیرطبیعی در ریه‌ها به موقع شناسایی شود .